# Abbaye de Marmosoglio
L'abbaye de Marmosoglio est une ancienne abbaye cistercienne située dans la commune de Cisterna di Latina, dans le Latium, en Italie. Fondée en 1167 dans la filiation de Fossanova, elle est relativement éphémère et ferme dès 1396. Il n'en reste rien.

## Histoire

### Fondation
L'abbaye de Marmosoglio est fondée en 1167 dans le diocèse de Velletri. Elle est fille de Fossanova, elle-même abbaye-fille d'Hautecombe, cette dernière dans la filiation claravalienne.
Selon certains témoignages anciens, l'abbaye aurait préexisté à 1167, et cette date ne serait que celle de son entrée dans l’ordre cistercien, notamment sous l'action d'Hugues de Chalon (dit aussi Ugo d'Ostia).

### Fin
L'abbaye ferme en 1396.